# Seznam slovenskih tolkalistov
Seznam slovenskih tolkalistov in bobnarjev

## A
Janez Arzenšek -

## B
Martin Bajde - Matevž Bajde - Jaka Berger -
Žiga Brlek -
Armando Baruca -
Agim Brizani -
Marko Bertoncelj -
Damjan Brezovec -
Gregor Brajkovič

## C
Blaž Celarec  - Urban Centa - Marko Cilenšek - Domen Cizej - David Cvelbar (1979) 

## Č
Miro Čekeliš -

## D
Roman Dečman -
Nelfi Depangher - Bruno Domiter - Tomaž Dimnik -
Tone Dimnik-Čoč -
Ratko Divjak -
Braco Doblekar - Bruno Domiter

## E
Timi Eler

## F
Gal Furlan - Tulio Furlanič

## G
Janez Gabrič - Dragan Gajić=Drago Gajo - Marina Golja - Urban Golob? - Darko Gorenc -
Gregor Gorenšek -
Alojz Gradišek -
Gašper Gradišek - Dorian Granda -
Blaž Grm -
Martin Grajfoner -
Ivo Gajič

## H
Jože Habula -
Andrej Hribar - Andrej Hrvatin-"Nimetu" - Toni Habula - Miro Hodža

## J
Franc Jagodic -
Martin Janežič-Buco -
Aljoša Jerič -
Štefan Jež -
Damir Jurak -
Marko Juvan

## K
Robert Kovačič -
Zlatko Kaučič -
Aleš Kersnik - Julij Klemenc -
Robert Krček -
Barbara Kresnik -
Zlati Klun - Damir Korošec -
Lucijan Kodermac-Lučko -
Danilo Karba - Nina Korošak-Serčič - Damir Korošec -
Tomaž Kosec -
Samo Kralj - Kristijan Krajnčan - Franci Krevh -
Elvis Kurbus -
Vlasti Kozlovič -
Miha Koritnik - Žiga Kožar -
Katarina Kukovič -
Blaž Kocina -
Janez Kolbl - Barbara Kresnik - Franci Krevh - Bojan Krhlanko - Alen Emerik Kranjc

## L
Tomaž Lojen

## M
Uroš Markovič - Mitja Marussig? - Damir Mazrek -
Marin Medja -
Boštjan Meglič - 
Josip Mihelčič -
David Morgan -
Goran Moskovski -
Ivo Mojzer -
Vladimir Mljač -
Damjan Mulej -
Andrej Modrijan -
Miro Hodža -
Tomaž Medvar - Goran Moskovski - Nino Mureškić

## N
Tajana Novak

## O
Dušan Obradinović (Obra) - Klemen Ogrizek -
Igor Orač

## P
Matjaž Pegam - Andrej Pintarič - Davor Plamberger - Andraž Poljanec -
Tomislav (Tomi) Purić -
Andrej Pirjevec (Andrey Piryevec) -
Gašper Peršl -
Damjan Paljk -
Iztok Pepelnjak - Davor Plamberger -
Dario Plesničar -
Miha Plesničar - Božo Podkrajšek -
Maja Povše - Črt(omir) Pšeničnik

## R
Roman Ratej - Aleš Rendla - Dejan Ritlop -
Pavle Ristič -
Sergej Randjelović (RunJoe) -
Niko Rakušček -
Jure Rozman - Smiljan Rozman - 

## S
Blaž Selišnik - Aleksander Sever -
Davor Skočić -
Borut Sedej -
Aleksander Skale - Žiga Smrdel -
Marko Soršak - Blaž Sotošek - Marjan Stanić

## Š
Luka Šalehar - Saša Šegula - Roman Škraba -
Simon Škrlec - Marko Špolar -
Davorin Štorgelj -
Primož Štorman - Vasilij Štukelj Knežević - Aleksandra Šuklar - Boris Šurbek -
Jernej Šurbek

## T
Dejan Tamše - Žan Tetičkovič -
Franc Teropšič -
Rok Tomažinčič -
Tomo Tomšič - Boštjan Tršar -
Iztok Turk -
Jani Tutta

## U
Aleš Uranjek

## V
Boštjan Vajs - Tonči Valič-Skalp - Petra Vidmar - Bruno Viler - Maraya Vlaj Koščak -
Dušan Vran -
Tomaž Vouk - Dušan Vran-Cika - Robert Vrtovšek-Maček

## Z
Jože Zadravec - Tilen Zakrajšek - Marko Zupanc, glasbenik - Robert Zupančič